# Ciberética
Entende-se por Ciberética o conjunto das regras morais e consequentes regras de conduta que devem reger internautas. Cada site pode possuir seus termos de uso e regras, mas, acima de tudo, é necessário que o usuário tenha o mínimo de ética com os demais internautas, colaborando para o desenvolvimento da mesma, não só adicionando novas informações mas também respeitando o material já existente.

## História
A Internet foi desenvolvida nos tempos da Guerra Fria pela empresa ARPA (Advanced Research and Projects Agency) no final da década de 70, com o objetivo de conectar os departamentos de pesquisa e as bases militares americanas. Esta rede foi batizada com o nome de ARPANET. Antes da ARPANET, já existia outra rede que ligava estes departamentos de pesquisa e as bases militares mas toda a comunicação desta rede passava por um computador central que se encontrava no Pentágono, tornando sua comunicação extremamente vulnerável, visto que se a antiga União Soviética quisesse cortar a comunicação da defesa americana, bastava cortar a comunicação do Pentágono.
A ARPANET passou a ligar os militares e pesquisadores sem ter um centro definido ou mesmo uma rota única para as informações, tornando-se quase indestrutível. A interconexão de computadores era feita através de um sistema conhecido como chaveamento de pacotes: um esquema de transmissão de dados em rede de computadores no qual as informações são divididas em pequenos “pacotes”, que por sua vez contém trecho dos dados, o endereço do destinatário e informações que permitiam a remontagem da mensagem original.
Nos anos 1970, as universidades e outras instituições tiveram permissão para se conectar à ARPANET. Com isso, a empresa começou a ter dificuldades em administrar todo este sistema, devido ao grande e crescente número de localidades universitárias contidas nela. Dividiu-se então este sistema em dois grupos, a MILNET, que possuía as localidades militares e a nova ARPANET, que possuía as localidades não militares. Foi então que o desenvolvimento da rede, nesse ambiente mais livre, pode então acontecer. Não só os pesquisadores como também seus alunos e os alunos de seus amigos, tiveram acesso aos estudos já empreendidos e somaram esforços para aperfeiçoá-los.
Um esquema técnico denominado Protocolo de Internet (Internet Protocol) permitia que o tráfego de informações fosse caminhado de uma rede para outra. Todas as redes conectadas pelo endereço IP na Internet comunicam-se para que todas possam trocar mensagens. Através da National Science Foundation, o governo norte-americano investiu na criação de poderosos computadores conectados por linhas que tem a capacidade de dar vazão a grandes fluxos de dados, como canais de fibra óptica, elos de satélite e elos de transmissão por rádio. Além desses backbones, existem os criados por empresas particulares. A elas são conectadas redes menores, de forma mais ou menos anárquica. É basicamente isto que consiste a Internet, que não tem um dono específico.
Com o surgimento da World Wide Web, esse meio foi enriquecido, tornando possível incorporar imagens e sons ao conteúdo da rede tornando-o mais atraente. Um novo sistema de localização de arquivos criou um ambiente em que cada informação tem um endereço único e pode ser encontrada por qualquer usuário da rede.
A partir de então, nasceu um individualismo exagerado em relação à Internet. "Dizia-se que nela se encontrava um novo domínio, a maravilhosa terra do espaço cibernético, onde era permitido qualquer tipo de expressão e onde a única lei consistia na liberdade individual total, de fazer o que quiser."FOLEY, John P..

## Desenvolvimento
A praticidade em disseminar informações na Internet contribui para que as pessoas tenham o acesso a elas, sobre diversos assuntos e diferentes pontos de vista. Mas nem todas as informações encontradas na Internet podem ser verídicas. Para isso é necessário que todos utilizem a Internet de maneira ponderada e disciplinada para finalidades moralmente positivas. Assim, algumas regras devem ser respeitadas para o bom uso da Internet. A ciberética irá criar no ambiente virtual essas regras que os internautas devem respeitar ao navegar pelo ciberespaço. Cada site pode possuir sua política e condições de uso, porém existem algumas regras básicas no que diz respeito ao que não se deve fazer ao utilizar a Internet, como por exemplo: disseminação de vírus que coletam e-mails para venda de mailing; distribuição material pornográfico; fraudes bancárias; violação de propriedade intelectual e direitos conexos ou mera invasão de sites para deixar mensagens difamatórias como forma de insulto a outras pessoas.
Decorrente do avanço tecnológico e científico, e consequentemente o intensificado uso das tecnologias de comunicação e informação nas dimensões sociais, econômicas, políticas e educacionais, os crimes alcançaram o ambiente virtual. Os crimes cometidos pela internet (cibercrime) são os mesmos cometidos no mundo físico, o que os difere é o elemento tecnológico.
O senador Eduardo Azeredo (PSDB-MG) elaborou, em 2003, um projeto de lei (PL) que pretende definir regras para controlar o uso da Internet, visando assim diminuir a prática desses crimes.
Nesse ambiente é necessário que o usuário tenha o mínimo de ética com os demais usuários e colaborando para o desenvolvimento da mesma, não só adicionando novas informações mas também respeitando o material já existente.